# Dehágán megye

Iszfahán tartomány megyéinek elhelyezkedése

Dehágán megye (perzsául:  شهرستان دهاقان) Irán Iszfahán tartományának egyik délnyugati megyéje az ország középső részén. Északon Mobárake, keleten Sahrezá, délen Szemirom megyék, nyugatról Csahármahál és Bahtijári tartomány határolják. Székhelye a közel 17 000 fős Dehágán városa. A megye lakossága 132 925 fő. A megye egy további kerületre oszlik: Központi kerület.

## Fordítás
- Ez a szócikk részben vagy egészben  a   Dehaqan County című angol Wikipédia-szócikk ezen változatának fordításán alapul.  Az eredeti cikk szerkesztőit annak laptörténete sorolja fel. Ez a jelzés csupán a megfogalmazás eredetét és a szerzői jogokat jelzi, nem szolgál a cikkben szereplő információk forrásmegjelöléseként.